# Marcos 15

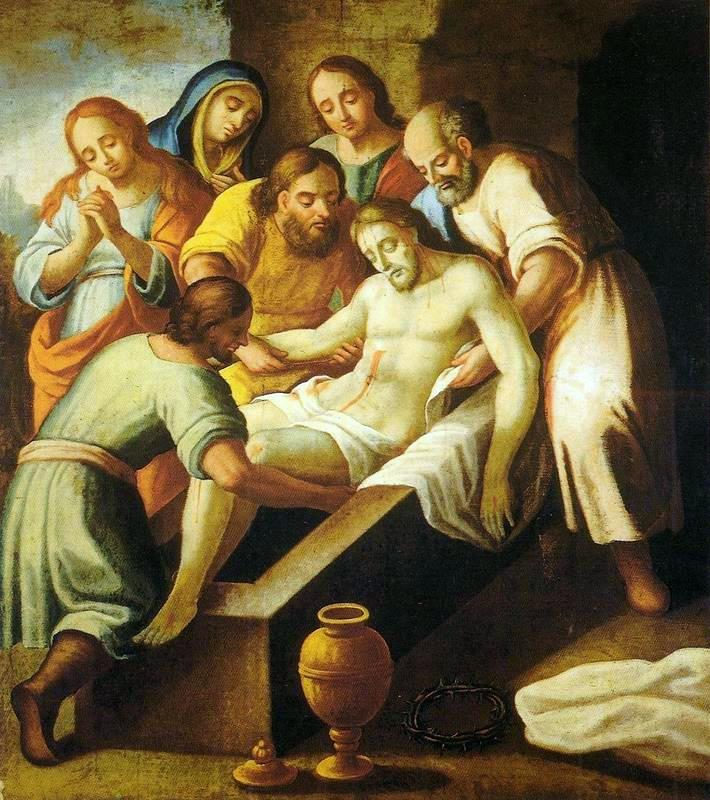
Sepultamento de Jesus, um dos eventos de Marcos 15.
1786. Por José Joaquim Rocha, atualmente no Museu de Arte da Bahia, no Brasil.

Marcos 15 é o décimo-quinto capítulo do Evangelho de Marcos no Novo Testamento da Bíblia. Marcos continua o relato da Paixão, iniciado no capítulo anterior, relatando o julgamento de Jesus por Pilatos, a crucificação e morte de Jesus e seu sepultamento.

## Julgamento por Pilatos

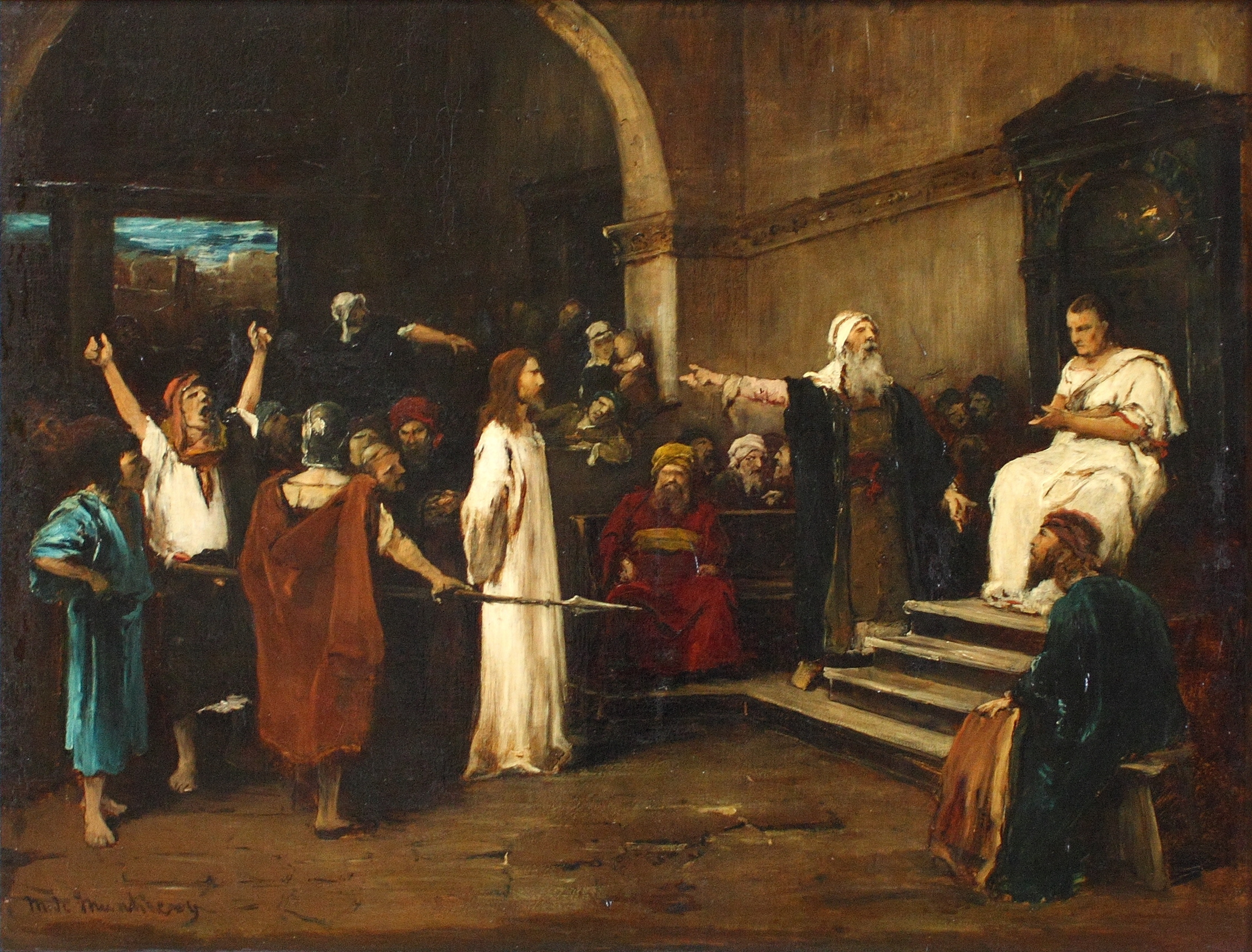
Cristo perante Pôncio Pilatos.
1881. Por Mihály Munkácsy, atualmente no Museu d'Orsay, em Paris.

Depois de ser julgado pelo Sinédrio, os sumo sacerdotes entregam Jesus para o governador romano da Judeia romana, Pôncio Pilatos (r. 26–36). Marcos não afirma o motivo, mas Mateus 27 diz que os judeus decidiram condená-lo à morte, o que, segundo João 18 (João 18:31), apenas os romanos poderia fazer.
A primeira coisa que Pilatos pergunta a Jesus é se ele era o "rei dos judeus", ao que Jesus responde apenas «Tu o dizes!» (Marcos 15:2). Uma interpretação possível para este diálogo é a de que Pilatos estava tentando descobrir se Jesus era o Messias, exatamente como fizera o sumo sacerdote antes em Marcos 14 (Marcos 14:61), o que seria uma ênfase explícita ao papel político do Messias esperado pelos judeus, o de "rei". Do ponto de vista histórico, é provável que tenha sido o temor de uma insurreição percebida contra o Império Romano o motivo pelo qual Pilatos condenou Jesus à morte. Porém, segundo Marcos 12, Jesus afirmava que era lícito o imposto pago aos romanos e não era, portanto, um revolucionário, o que levou o Jesus Seminar a concluir que o motivo da morte de Jesus foi o chamado "Incidente no Templo".
Os sumo sacerdotes o acusaram de diversos crimes, que Marcos não enumera, mas Jesus não se defende, apesar dos pedidos Pilatos, que se impressiona com seu silêncio. De acordo com Lucas, Pilatos teria então enviado Jesus a Herodes por tratar-se de um galileu, um evento que não aparece em Marcos.
Segundo Marcos, era costumeiro que se libertasse um prisioneiro durante a Páscoa judaica, vista como uma celebração da liberdade, mas nenhuma outra fonte da época relata Pilatos fazendo isso. Ao contrário, sabe-se que ele era um governante cruel e foi demitido do posto justamente por isso. Porém, todos os evangelhos concordam com Marcos neste ponto, o que pode indicar que Pilatos de fato tenha libertado prisioneiros desta vez ou algumas poucas vezes ou ainda que os evangelhos preservaram uma tradição que nenhuma outra fonte relata. O Jesus Seminar acredita que libertar um prisioneiro durante um período de instabilidade seria algo muito improvável.
Porém, os sacerdotes conseguiram instigar a multidão para que libertassem um tal Barrabás, um prisioneiro acusado de homicídio. Marcos conta que ele estava preso "com" outros sediciosos, sem esclarecer se ele era ou não um deles, o que só aparece em Lucas e João. Pelo relato em Marcos, é evidente que Jesus já havia sido condenado, pois aparentemente a escolha entre ele e Barrabás era entre dois prisioneiros. Pilatos em seguida pergunta o que deve ser feito com Jesus e a multidão responde que ele deve ser crucificado. Sem saber de qual crime ele seria culpado, mas ainda ouvindo os gritos pedindo sua morte, Pilatos solta Barrabás e envia Jesus para ser açoitado e crucificado. Neste ponto, Mateus relata que Pilatos lava suas mãos e declara que a culpa é da multidão e não dele, um trecho que não aparece em Marcos.
Durante sua flagelação, Jesus provavelmente foi amarrado num pilar e chicoteado com chicotes com múltiplas pontas de osso e metal. A crucificação era a mais vergonhosa forma de execução da época, que marcava inclusive a família do condenado. Os magistrados romanos detinham amplos poderes discricionários na execução de suas tarefas e alguns estudiosos questionaram se Pilatos teria de fato sido manipulado desta forma pelas exigências da multidão, mas executar sumariamente um prisioneiro de pouca importância certamente era uma das formas utilizadas pelos governadores romanos para acalmar uma situação instável.

## Jesus zombado

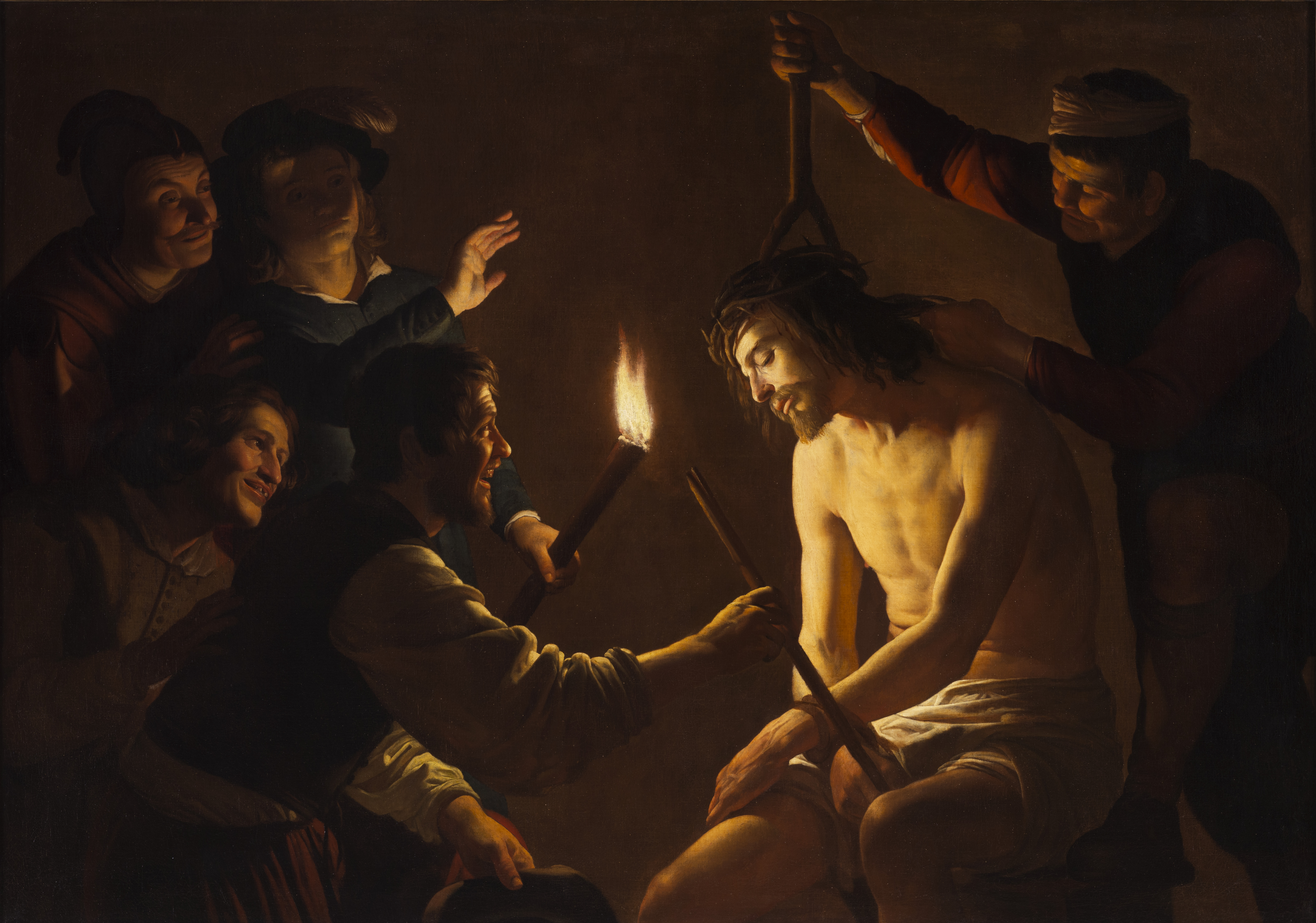
Jesus zombado pelos soldados, um dos eventos de Marcos 15.
c. 1617. Por Gerard van Honthorst, atualmente no Los Angeles County Museum of Art, nos Estados Unidos.

Marcos afirma que os soldados romanos levaram Jesus até o Pretório, que pode ser o Palácio de Herodes ou a Fortaleza Antônia, e mandaram reunir toda a coorte, provavelmente formada principalmente de recrutas da Palestina ou da Síria. Eles então vestiram Jesus com um manto púrpura — a cor destinada aos reis e imperadores — e colocaram em sua cabeça uma coroa de espinhos, aclamando-o, zombeteiramente, o rei dos judeus. «Davam-lhe com uma cana na cabeça, cuspiam nele e, ajoelhando-se, prestaram-lhe homenagem» (Marcos 15:19). 
Em João, depois de ser açoitado, Pilatos apresenta Jesus pela segunda vez à multidão e teria tentado convencer os judeus de que ele era inocente, sem sucesso, e só então Pilatos o condena à morte. Lucas não cita os soldados humilhando Jesus.

## Crucificação
No caminho do local onde Jesus seria crucificado, os soldados romanos forçam um homem que passava por ali, Simão Cireneu, a carregar a cruz por ele, mas Marcos não explica por quê. Como Marcos cita o nome de seus filhos, Alexandre e Rufo, é provável que ele tenha sido um dos primeiros cristãos que Marcos sabia que seus leitores reconheceriam . Lucas, por outro lado, relata que Jesus conversou com algumas de suas discípulas enquanto seguia para sua morte. Paulo lista um Rufo em Romanos 16 (Romanos 16:13), mas não há indicação alguma de que se trata da mesma pessoa.
O cortejo chega finalmente ao lugar chamado por Marcos de "Gólgota", que ele próprio afirma significar "lugar da caveira", provavelmente uma pedreira abandonada cujos restos foram abalados por um terremoto. Depois de relatar que Jesus recusou uma dose de vinho com mirra, Marcos simplesmente diz que «crucificaram-no» (Marcos 15:24). As roupas de Jesus foram sorteadas entre os soldados, uma possível relação com o Salmo 22 (Salmo 22:18). João afirma explicitamente que assim se realizava mais uma profecia sobre Jesus.
De acordo com Marcos, era a "hora terceira" quando Jesus foi crucificado, a terceira de luz do dia, provavelmente umas nove horas da manhã, e a acusação pregada numa tábua sobre sua cabeça na cruz era a de ser o "rei dos judeus" (INRI).
Dois ladrões foram crucificados de cada lado de Jesus. Segundo Lucas, eles conversaram entre si, o que não aparece em Marcos. Os que passavam por ali insultavam Jesus e zombavam dele por ter afirmado que destruiria o Templo e o reconstruiria em três, algo que Jesus não disse em Marcos, mas um crime do qual fora falsamente acusado em Marcos 14. Os sumo sacerdotes também estavam lá e também zombaram de Jesus, dizendo: «desça agora da cruz o Cristo [Messias], o Rei de Israel, para que vejamos e creiamos!» (Marcos 15:32) Segundo eles, Jesus, depois de salvar tantos (uma referência aos inúmeros milagres durante seu ministério), deveria ser capaz de salvar a si próprio.
É provável que Marcos tenha preservado estas humilhações para sublinhar o motivo pelo qual Jesus não poderia se salvar. A refutação aparece quando ele relata que o "templo do seu corpo" foi reconstruído em Marcos 16.

### Versículo 28
Marcos 15:28 ("E cumpriu-se a Escritura que diz: E com os malfeitores foi contado") não aparece em todas as traduções da Bíblia para o português (como na Tradução do Novo Mundo). Em algumas, aparece marcado por chaves (como a Tradução Brasileira da Bíblia, citada aqui) ou com um nota de rodapé. O texto é similar ao que está em Lucas 22:37 ("E ele foi contado com os transgressores; porque o que a mim se refere está sendo cumprido.").

## Morte de Jesus
Segundo Marcos:
| “ | «Chegada a hora sexta, houve trevas sobre toda a terra até à hora nona. À hora nona bradou Jesus em alta voz: 'Eloí, Eloí, lamá sabactâni'? que quer dizer, Deus meu, Deus meu, por que me desamparaste? Alguns que ali estavam, ouvindo isto, disseram: Ele chama por Elias. Um deles, correndo, ensopou uma esponja em vinagre e, pondo-a numa cana, deu-lhe de beber, dizendo: Deixai, vejamos se Elias vem tirá-lo. Jesus, dando um grande brado, expirou. O véu do santuário rasgou-se em duas partes de alto a baixo. O centurião, que estava em frente de Jesus, vendo-o assim expirar, disse: Verdadeiramente este homem era Filho de Deus.» (Marcos 15:33–39) | ” |

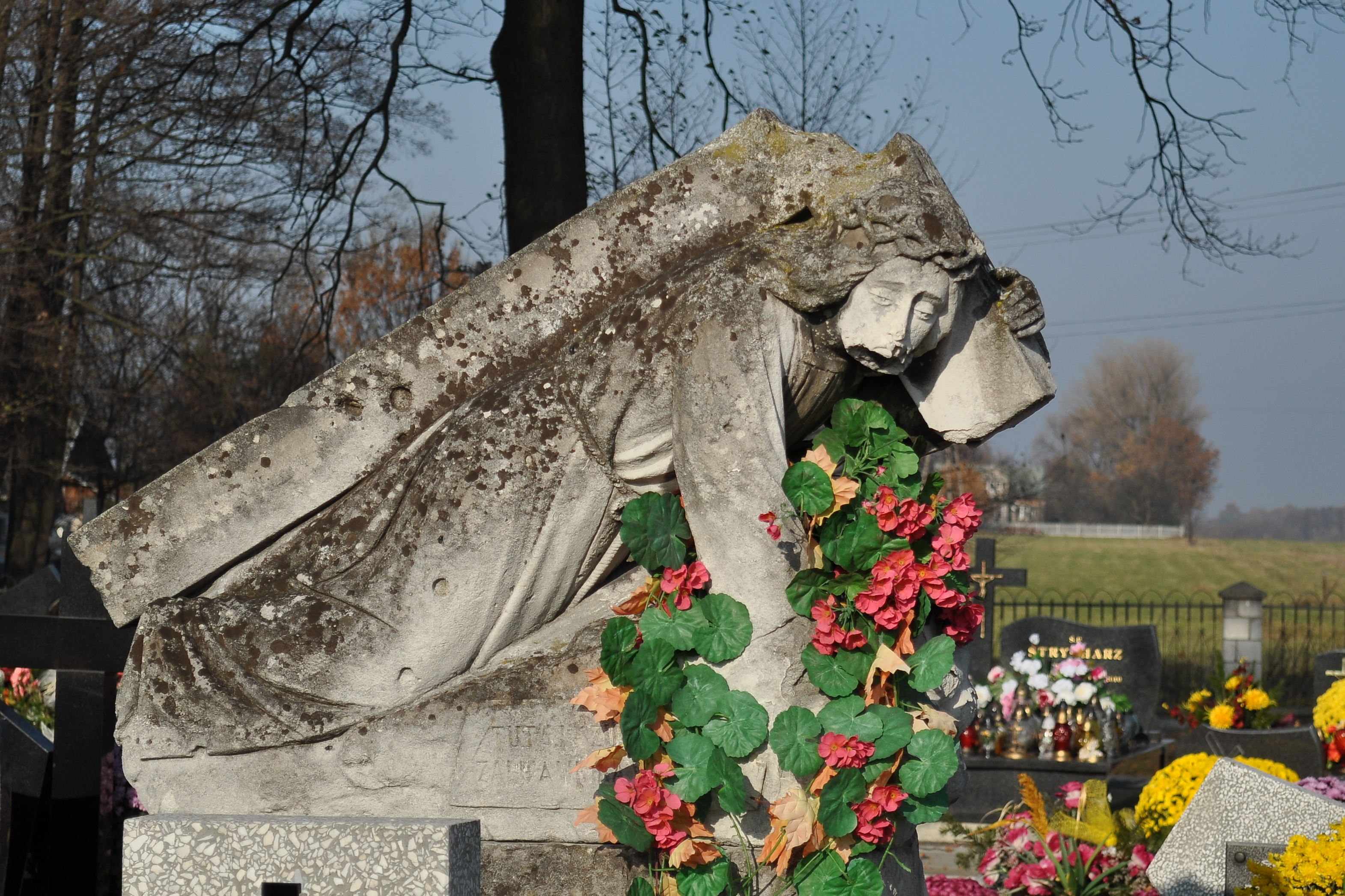
Jesus caído sob a cruz.
Estátua em Wadowice Górne, na Polônia.

O soldado pode estar reconhecendo algo que ninguém até então havia reconhecido, justificando finalmente Jesus, ou estar apenas zombando de forma sarcástica. Este verso completa um ciclo completo com Marcos 1:1, versículo no qual Jesus é identificado por Marcos como o "Filho de Deus" (vide Marcos 1). Mateus 27 acrescenta que, no momento da morte de Jesus, túmulos em Jerusalém se abriram e muitos mortos "entre os santos" ressuscitaram dos mortos.
Alguns estudiosos interpretam "as trevas" como o chamado eclipse da crucificação, mas sabe-se que um eclipse solar é impossível durante a lua cheia que marca a Páscoa judaica. Em Marcos, é possível que o trecho seja uma referência apenas a um dia nublado, embora Marcos certamente use o termo para aumentar o efeito dramático da cena.

## Sepultamento de Jesus
Neste ponto da narrativa de Marcos, apenas mulheres ainda estão com ele:
| “ | «Estavam ali também algumas mulheres observando de longe, entre elas, Maria Madalena, Maria, mãe de Tiago, o menor, e de José, e Salomé; as quais, quando Jesus estava na Galileia, o acompanhavam e serviam; e além destas muitas outras que tinham subido com ele a Jerusalém.» (Marcos 15:40–41) | ” |

Esta é a primeira vez que Maria Madalena é citada em Marcos. A outra Maria é provavelmente Maria, a mãe de Jesus, que já havia sido mencionada antes como "mãe de Tiago" em Marcos 6:3, mas pode ser também alguma outra, possivelmente parente de Jesus. Salomé era a mãe dos "irmãos do trovão", Tiago e João. O fato de Marcos não ter relatado explicitamente nenhuma interação de Jesus com elas demonstra que Marcos deixou de fora de seu evangelho muitos dos eventos da vida do "Jesus histórico", concentrando-se nos pontos que pretendia provar sobre ele do ponto de vista teológico.
Conforme a noite se aproximava, José de Arimateia, um dos membros do Sinédrio e um dos que «esperavam o reino de Deus» (Marcos 15:43), foi a Pilatos para pedir o corpo de Jesus. Pilatos, espantado que Jesus já estivesse morto, pede que o centurião confirme que ele está morto e depois libera o corpo para José.
José então enrola o corpo num pano de linho, o coloca num sepulcro, rola a pedra que o sela e vai embora. Nicodemos, que o ajuda segundo João, não é citado em Marcos. Maria Madalena e Maria, mãe de José, servem de testemunhas do sepultamento (e, no capítulo seguinte, da ressurreição), de Jesus.

## Relação com outros evangelhos
O julgamento perante Pilatos, a morte e o sepultamento de Jesus também aparecem em Mateus 27, Lucas 23, João 18 e João 19.